# Edward Montagu, Sandwich 1. grófja

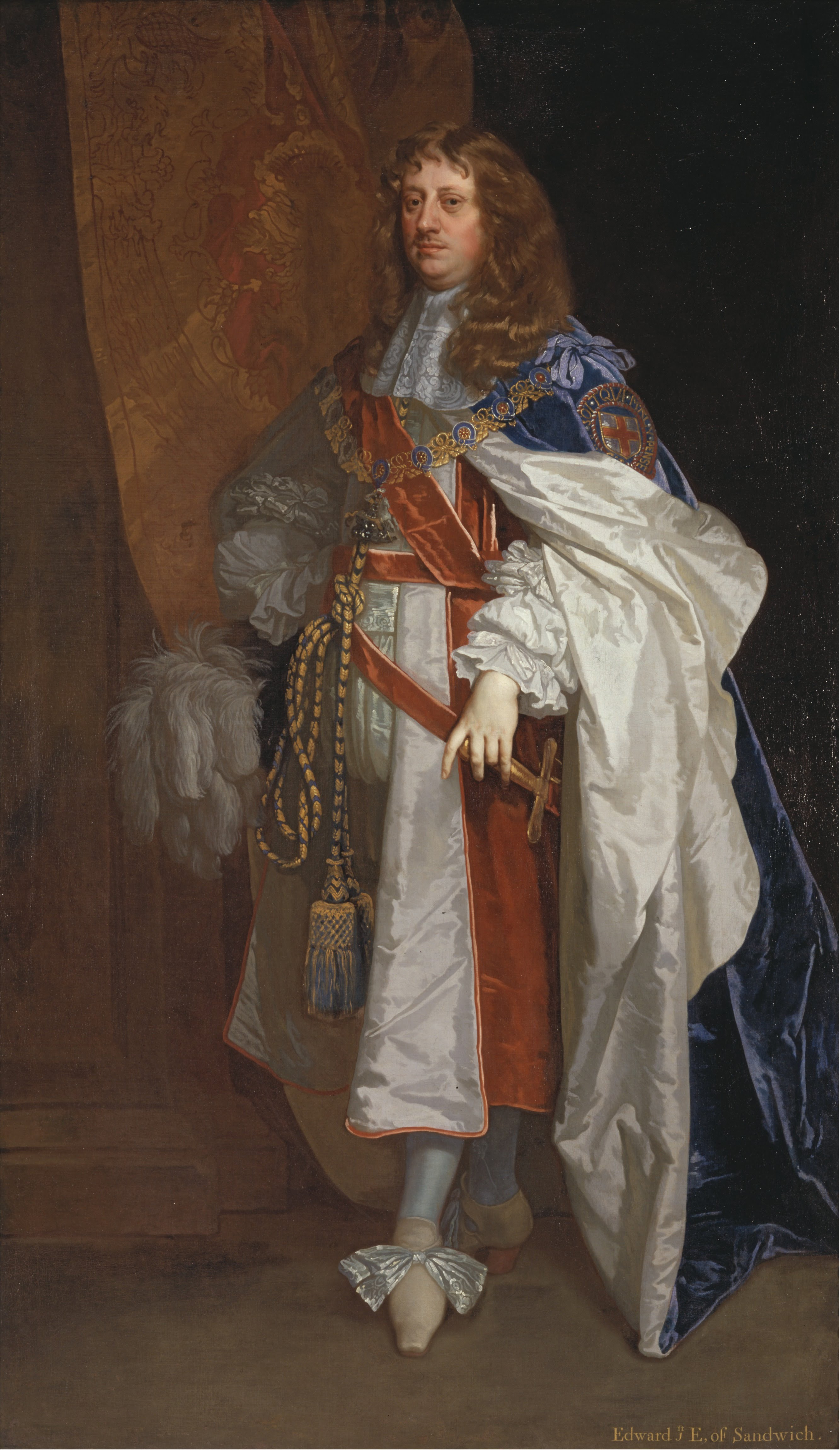
Peter Lely festménye (1660–1665)

Edward Montagu (Huntingdon, 1625. július 27. – Southwold, 1672. május 28.) angol gyalogsági tiszt, tábornok, majd admirális (a „tengeri tábornokok” egyike), a térdszalagrend lovagja, a Royal Society tagja.

## Családja
Ősi angol nemes család sarjaként született a Cambridgeshire-i Huntingdonban álló Hinchingbrooke House udvarházban. Egyik őse volt az a sir William Montagu, aki a későbbi III. Eduárd király puccsának katonai vezetője volt 1330. október 19-én a nottinghami várban. A család számos ágra szakadt; ezek egyike volt Manchester grófjaié (earl of Manchester), egy másik pedig a lordságig vitte. Egy másik őse volt az a sir Edward Montagu (kb. 1485–1557), aki VIII. Henrik alatt előbb a polgári bíróság bírája, majd az igazságszolgáltatás első lordja (Lord Chief of Justice) lett, ebbéli minőségében és Coleridge-lánc első viselője a király végakaratát teljesítő 16 személy egyike (2).

## Fiatalkora
Apja Sidney Montagu admirális volt, édesanyja pedig Paulina Pepys of Cottenham, Samuel Pepys nagynénje. Apjának Paulinától született gyermekei közül egyedül ő érte meg a felnőttkort. Édesanyja 1638-ban meghalt, ezután apja újranősült. Másodjára Anne Ishamet, John Pay of Westminster özvegyét vette feleségül, akivel boldog házasságban élt, amíg 1644-ben meg nem halt. Edward mindvégig jól kijött mostohaanyjával, aki négy évvel túlélte őt.

## A polgárháborúban
Az angol polgárháborúban 1643-tól vett részt a parlamenti erők gyalogsági tisztjeként. Fokozatosan emelkedett a ranglétrán,

### Képviselő, Cromwell híve
1645-ben került be először a parlamentbe, ahol 1660-ig több hosszabb-rövidebb időszakot töltött el. Huntingdonshire képviselőjeként tagja volt:
- a hosszú parlamentnek (1640–1649),
- a csonka parlamentnek (1649–1653),
- a katonaszentek parlamentjének (1653),
- az első lordprotektori parlamentnek (1654).

1654 végén vagy 1655 elején otthonába fogadta unokatestvérét, a frissen diplomázott Samuel Pepyst.

### Tengeri tábornok
IV. Fülöp spanyol király 1656 februárjában hadat üzent Angliának, és egyben embargót hirdetett minden angol termékre. Cromwell 40 hajóból álló, hiányosan felszerelt flottát küldött a spanyolok ellen. Ennek parancsnokságát legjobb tengernagyára, Robert Blake-re bízta, és afféle komisszárként Montagút tette helyettesévé.
A Földközi-tengeren, valamint Portugália és Spanyolország atlanti partszakaszain hajóztak. Legnagyobb eredményük az volt, hogy Richard Stayner kapitány elfogta a spanyol ezüstflottát. A zsákmányt Montagu szállította haza Angliába. Eközben a kincs jelentősen megfogyatkozott: egyes becslések szerint eredetileg elérte a 3 millió fontot, de a kincstárba már csak mintegy egymilliónyi érkezett meg.
1658-ban, amikor angol expedíciós erő segítette a francia királyságot a spanyolokkal vívott háborújában, a dűnék csatája előtt Montagu vezette a Dunkerque-et blokád alá vevő angol hajórajt.

## A restauráció részese
1660 áprilisában a HMS Naseby kapitányaként Hollandiába utazott, hogy visszakísérje száműzetéséből II. Károly angol királyt; erre az útjára Pepys is elkísérte. (Az esemény tiszteletére a hajót ezután HMS Royal Charles-ra nevezték át). Hálából a frissen trónra lépett király grófságot alapított neki. Montagu választhatott Portsmouth és Sandwich közül, és Sandwich mellett döntött, mert abban az időben ez volt a jelentősebb kikötő (1). Ő lett Sandwich 1. grófja, egyúttal St Neots bárója (Baron of St Neots) és Hinchingbrooke várgrófja (Viscount of Hinchingbrooke), valamint a „királyi főruhatáros” (Master of the Great Wardrobe) is. A király kinevezte admirálisnak és ebbéli minőségében több flotta vezénylő, illetve beosztott parancsnokának. II. Károly koronázásán ő vitte Hitvalló Eduárd jogarát. Egyik tisztelője, Edward Hyde, Clarendon 1. grófja (1st Earl of Clarendon) visszaemlékezéseiben leírta, hogy ezek a kinevezések jelentős visszatetszést keltettek azon főurak között, akik a királlyal tartottak a száműzetésben és Cromwell keményvonalas hívei közé sorolták Montagút.
A király először diplomáciai feladattal bízta meg: 1661–1662 között Portugáliában volt Anglia nagykövete.

### Lisszaboni nagykövet
Portugál követként erősen szorgalmazta II. Károly és házasságát Bragança Katalinnal — a portugál királylány hozományaként az angol korona megkapta Bombayt és Tangert. Több más főúrral együtt úgy vélte, hogy Tanger virágzó kereskedelmi központtá tehető (ez végül nem sikerült, és 22 éves uralom után az angolok 1684-ben feladták a várost). Montagu 1662-ben, a (leendő) királyné kíséretének tagjaként tért vissza Portugáliából Angliába.

### A második angol–holland háborúban

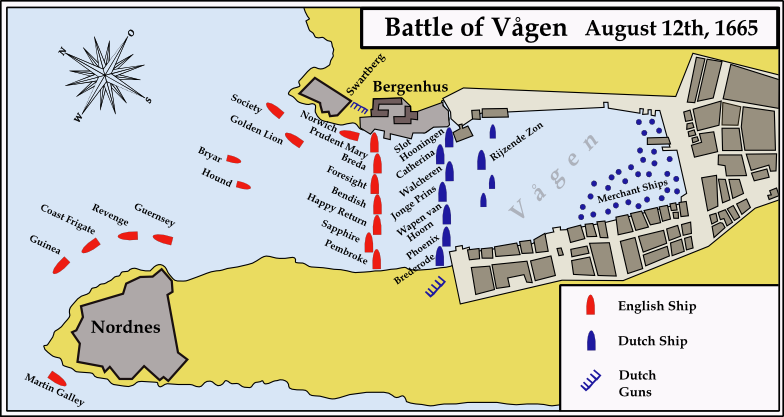
A vågeni csata

A második angol–holland háború elején az utóvéd parancsnoka volt a lowestofti csatában, amelyben az angolok tönkreverték a Jacob van Wassenaer Obdam vezette holland flottát. Ezután azonban 1665. augusztus 12-én a Bergen kikötőjében vívott vågeni csatában Montagu egyik hajóraja ellenében a hollandok a norvégek segítségével megvédték, majd hazakísérték értékes fűszerflottájukat. Ez a vereség felbőszítette II. Károlyt, aki tartalék állományba helyezte a kudarcért felelőssé tett parancsnokot. Ehhez hozzájárult az a szóbeszéd is, hogy a kalózkodásra vonatkozó jogszabályokat felrúgva magánvagyonát gyarapította az elfogott kereskedőhajók rakományából. Ez valószínűleg rágalom volt, de a londoni pestis (1665–1666) megrázkódtatása különösen fogékonnyá tette a közönséget mindenféle bűnbakképzésre. A szóbeszéden kapva kaptak Montagu politikai ellenfelei, kiváltképp Jakab yorki herceg, a flotta parancsnoka és befolyásos titkára, sir William Coventry.

### Madridi nagykövet
A restaurációban szerzett érdemeiért a király megbocsátotta egyébként sem bizonyított bűneit, és 1666–1668 között sir Richard Fanshawe utódaként Spanyolországban képviselhette hazáját. Nagykövetként a spanyol királlyal tárgyalva sikerrel kisebbítette a nagy londoni tűzvész (1666. szeptember 2–5.) által okozott károkat. Szemtanúként állította, hogy abban csak London nyomornegyedei égtek le, amelyekért nem nagy kár — az angol nagykövetek szerte Európában e szerint a stratégia szerint számoltak be az eseményről.
Legemlékezetesebb teljesítménye az 1667-es angol–spanyol kereskedelmi egyezmény kidolgozása és aláírása volt — ez több mint egy évszázadig maradt érvényben. Sikerrel közvetített Spanyolország és Portugália viszályában; jelentősen hozzájárult a lisszaboni egyezmény kidolgozásához. A követség pénzügyeit azonban nem sikerült egyensúlyban tartania — általánosságban elmondható, hogy nem volt üzleti érzéke, és soha nem volt képes kézben tartani pénzügyeit. Londonba visszatérve ezért első dolga az olt, hogy sürgősen nagyobb összeget kért kölcsön unokaöccsétől, Samuel Pepystől.
Állomáshelyéről hazatérve útbaejtette Tangert, hogy beszámolhasson a város és a helyőrség állapotáról.

### A harmadik angol–holland háborúban

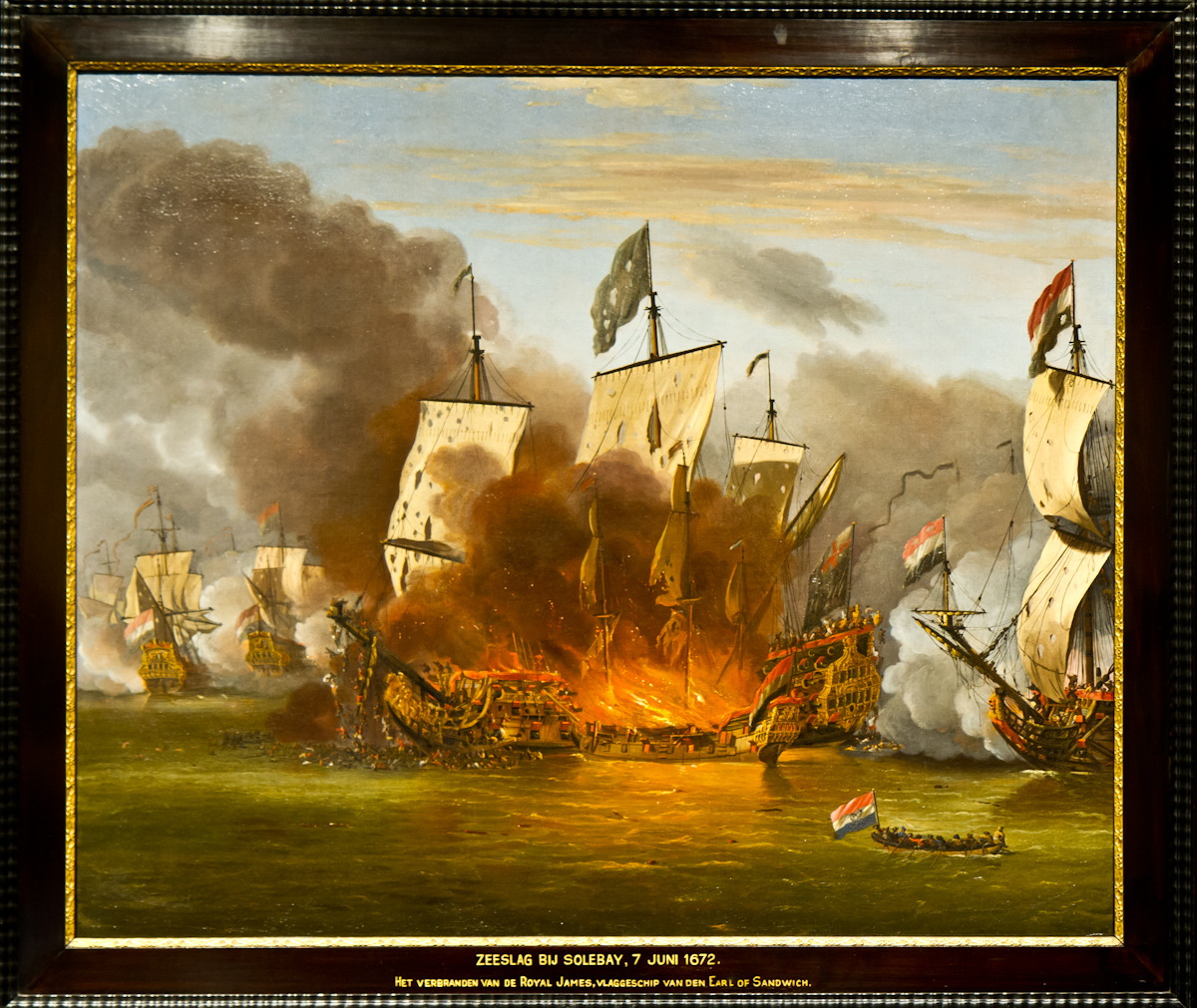
ifjabb Willem van de Velde (1675): A Royal James kigyullad a solebayi csatában. Olaj, vászon — Amszterdam, Het Scheepvaartmuseum

A háborút előkészítő diplomáciai manőverek részeként 1670-ben Franciaországból Angliába kísérte Stuart Henrietta Anna angol királyi hercegnőt, majd részt vett a titkos doveri szerződés kidolgozásában — annak ellenére, hogy ellenezte mind a király katolizálását, mind a tervezett háborút.
Amikor 1672-ben kitört a háború, az egyesített angol–francia flotta parancsnoka Jakab yorki herceg lett, helyettese pedig a francia flotta parancsnoka, D’Estrées. Montagu az angol flottában lett a flottaparancsnok egyik helyettese, a kék hajóraj (utóvéd) parancsnoka. Zászlóshajója a 102 ágyús, mindössze négy hónapja épült Royal James volt; kapitánya Richard Haddock. Montagút végig depresszió gyötörte, és nagyon rossz előérzettel várta a háborút. tengerre szállva úgy búcsúzott barátjától, John Evelyntől, hogy „többé nem látjuk egymást”.
A háború első jelentősebb tengeri összecsapásában, a solebayi csatában zászlóshajója tűzharcba keveredett a Dolfijin és a Groot holland hajókkal, majd gyújtóhajók támadták meg, sikeresen. Az elesettek között volt maga Montagu is; teste úgy összeégett, hogy miután a hullámok partra vetették, csak ruházatáról sikerült azonosítani.
1672. július 3-án temették el a Westminsteri apátságban.

## Családja, utódai
Hasonnevű unokaöccse, az udvaronc és kalandor Edward Montagu egy darabig az ő parancsnoksága alatt szolgált az angol flottánál. Személyes bizalmasaként Montagu őt küldte el Thomas Teddeman ellentengernagy hajórajával a kudarcos vågeni csatával végződő akcióra a Holland Kelet-indiai Társaság (VOC) fűszerflottájának elfogására. A csatában az ifjú Edward is elesett.
1642. november 4-én kötött házasságot Jemima Crew-val; a grófságot legidősebb fia, az 1647. vagy 1648. január 3-án született Edward Montagu, Sandwich 2. grófja örökölte.

## Tudományos munkássága
Főleg nagykövetként — Portugáliában, majd Spanyolországban — foglalkozott tudományos (elsősorban csillagászati) megfigyelésekkel. 1663-ban a Royal Society tagjává választották.
Művei:
- Edward Montagu, Earl of Sandwich, “Observations in his voyage to Portugal”, 27 August 1662.[6]

## Hobbija
Az 1660-as években kezdett el recepteket gyűjteni. Gyűjteményéből maradt az utókorra Anglia első csokoládé italreceptje — a hóval kevert hűsítő ital egyértelműen luxuscikk volt.

## Emlékiratai
- The Journal of Edward Montagu, 1st Earl of Sandwich, admiral and general at sea, 1659-1665, edited by R.C. Anderson. Publications of the Navy Records Society, v. 64 (London, 1929).

## Fordítás
- Ez a szócikk részben vagy egészben  az   Edward Montagu, 1st Earl of Sandwich című angol Wikipédia-szócikk ezen változatának fordításán alapul.  Az eredeti cikk szerkesztőit annak laptörténete sorolja fel. Ez a jelzés csupán a megfogalmazás eredetét és a szerzői jogokat jelzi, nem szolgál a cikkben szereplő információk forrásmegjelöléseként.